# Рівняння Нав'є — Стокса
Рівня́ння Нав'є́ — Сто́кса, названі на честь Клода-Луї Нав'є та Габріеля Стокса, описують течію в'язкої рідини або газу. Ці рівняння виникають при застосуванні Другого закону Ньютона до руху рідини, 
{\displaystyle \rho \left({\frac {\partial \mathbf {v} }{\partial t}}+(\mathbf {v} \cdot \nabla )\mathbf {v} \right)=-\nabla p+\eta \Delta \mathbf {v} +\left(\zeta +{\frac {\eta }{3}}\right)\nabla {\text{div}}\,\mathbf {v} }.
Тут {\displaystyle \mathbf {v} } — поле швидкості рідини, ρ — густина, p — тиск, η — коефіцієнт динамічної в'язкості,
ζ — друга в'язкість, {\displaystyle \nabla } — оператор набла, {\displaystyle \Delta } — оператор Лапласа.
У випадках, коли в'язкість є функцією тиску й температури рівняння Нав'є-Стокса записується
{\displaystyle \rho \left({\frac {\partial v_{i}}{\partial t}}+v_{k}{\frac {\partial v_{i}}{\partial x_{k}}}\right)=-{\frac {\partial p}{\partial x_{i}}}+{\frac {\partial }{\partial x_{k}}}\left[\eta \left({\frac {\partial v_{i}}{\partial x_{k}}}+{\frac {\partial v_{k}}{\partial x_{i}}}-{\frac {2}{3}}\delta _{ik}{\frac {\partial v_{i}}{\partial x_{i}}}\right)\right]+{\frac {\partial }{\partial x_{k}}}\left(\zeta {\frac {\partial v_{i}}{\partial x_{i}}}\right).}
У рівнянні Нав'є-Стокса 5 невідомих (три компоненти швидкості, густина й тиск), а тому його слід доповнити рівнянням неперервності й рівнянням, яке виражає закон збереження енергії.
Рівняння неперервності:
{\displaystyle {\frac {\partial \rho }{\partial t}}+{\text{div}}\,\rho \mathbf {v} =0.}
Лінеаризовані рівняння Нав'є — Стокса називаються рівняннями Стокса і описують потік Стокса.